# NXT Heritage Cup
O NXT Heritage Cup (em português Copa Heritage do NXT) é um campeonato de luta livre profissional masculino criado e promovido pela promoção americana WWE. É um campeonato especializado para o NXT, a marca de desenvolvimento da promoção. O título é defendido como qualquer outro campeonato, mas possui uma estipulação especial na qual todas as lutas são disputadas sob as British Rounds Rules (em português Regras de Rounds Britânicas). O atual campeão é Channing "Stacks" Lorenzo, que está em seu primeiro reinado. Ele conquistou o título vago ao derrotar o campeão anterior, Tony D'Angelo, no NXT em 24 de junho de 2025; o campeão anterior Noam Dar abriu mão do título devido a uma lesão.
Apresentado em 10 de setembro de 2020, como o NXT UK Heritage Cup, foi originalmente estabelecido como um campeonato secundário para o NXT UK, que era uma marca irmã do NXT com sede no Reino Unido. O campeão inaugural foi A-Kid. No Worlds Collide em 4 de setembro de 2022, todos os outros campeonatos do NXT UK foram unificados com seus respectivos campeonatos do NXT devido ao fechamento do NXT UK. No entanto, a Copa Heritage foi o único campeonato de qualquer marca que não foi disputado no evento. O título então ficou inativo por meses até 4 de abril de 2023, quando foi transferido para o NXT. Durante o reinado de Lexis King, de janeiro a abril de 2025, as British Rounds Rules foram suspensas.

## História

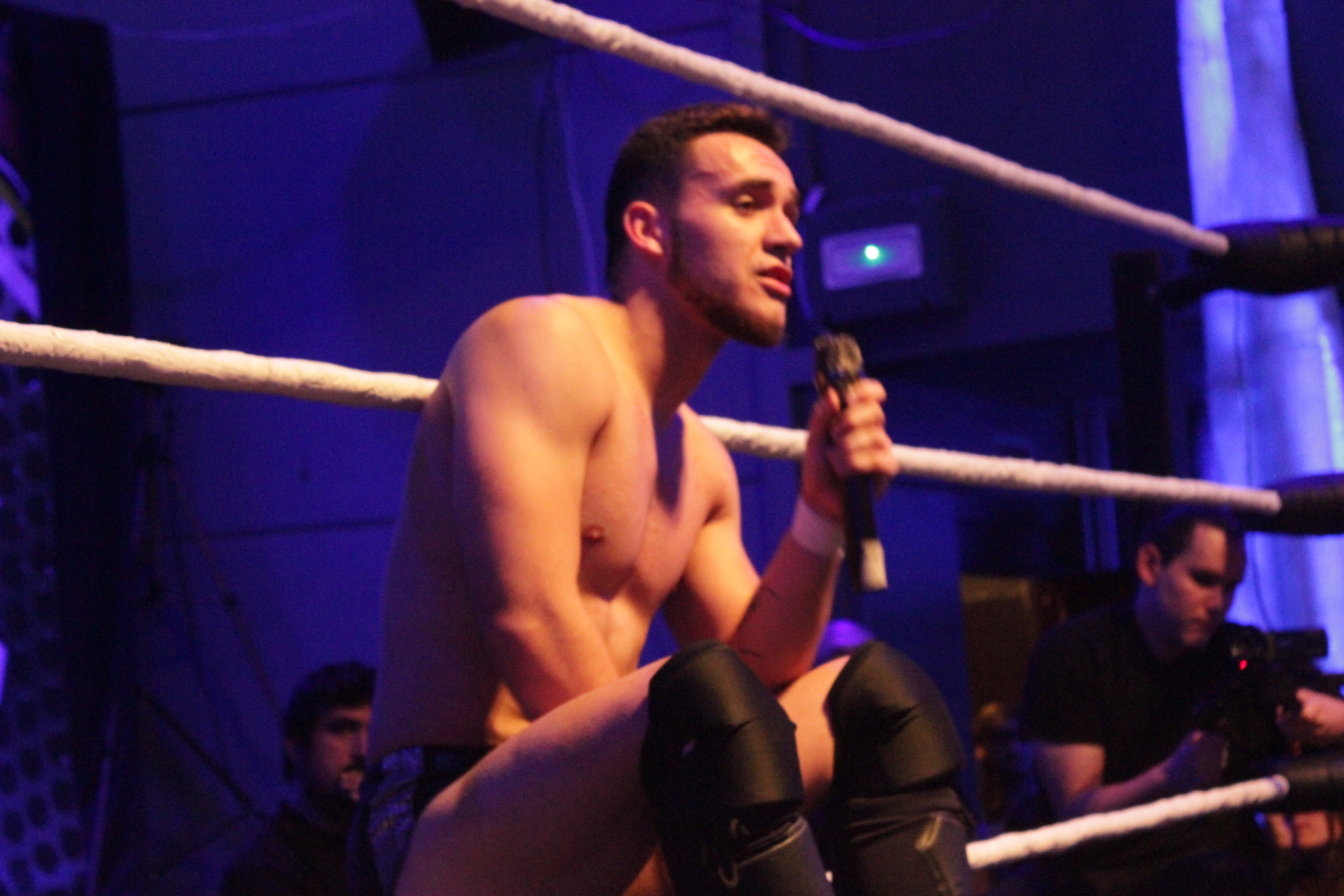
O campeão inaugural A-Kid.

Em 10 de setembro de 2020, a promoção americana de luta livre profissional WWE anunciou o relançamento da marca NXT UK, com sede no Reino Unido, após uma pausa na produção desde março devido à pandemia de COVID-19. Junto com o relançamento, a promoção anunciou o torneio NXT UK Heritage Cup para coroar o campeão inaugural da Copa Heritage do NXT UK. O anúncio também revelou que a Copa Heritage seria defendida como qualquer outro campeonato, mas todas as lutas seriam disputadas sob as British Rounds Rules (Regras de Rounds Britânicas).
Apenas sete dos oito competidores do torneio foram revelados durante o anúncio inicial: "Flash" Morgan Webster, Noam Dar, Alexander Wolfe, A-Kid, Dave Mastiff, Trent Seven e Joseph Conners. O oitavo competidor foi determinado no episódio de 1º de outubro do NXT UK em uma luta triple threat, na qual Kenny Williams derrotou Ashton Smith e Amir Jordan para garantir a última vaga. O torneio em si começou no dia 1º de outubro e ocorreu ao longo dos episódios do NXT UK. A final foi exibida com atraso em 26 de novembro, onde A-Kid derrotou Seven para se tornar o campeão inaugural (a data em que o episódio foi gravado é desconhecida).
Em agosto de 2022, a WWE anunciou que o NXT UK entraria em hiato após o evento Worlds Collide em 4 de setembro, e a marca seria relançada como NXT Europe em um momento posterior. No Worlds Collide, todos os campeonatos do NXT UK foram aposentados após serem unificados com seus respectivos campeonatos da divisão americana do NXT. A Copa Heritage foi o único título de qualquer marca que não foi disputado no evento. A última luta pelo título ocorreu durante a gravação de 7 de julho de 2022 do NXT UK, exibida com atraso em 25 de agosto, onde Noam Dar se tornou campeão da Copa Heritage pela segunda vez. Após isso, o título ficou inativo por meses até o episódio de 4 de abril de 2023 do NXT, quando Dar, com a Heritage Cup, fez sua estreia no NXT e afirmou que defenderia o título sempre que quisesse. O título foi subsequentemente renomeado para Copa Heritage, com a primeira defesa do campeonato sendo no NXT Battleground em 28 de maio, marcando também a primeira vez que o título foi defendido nos Estados Unidos.
Depois que Charlie Dempsey venceu a Copa Heritage em fevereiro de 2024, seu grupo, No Quarter Catch Crew, anunciou a "Catch Clause", onde a equipe como um todo se declarou campeã da Copa Heritage, e qualquer membro (Dempsey, Drew Gulak, Damon Kemp e Myles Borne) poderia defender a Copa. No entanto, a WWE reconheceu apenas Dempsey como o campeão oficial. A Catch Clause foi invocada pela primeira vez no episódio de 19 de março do NXT, com Gulak derrotando Riley Osborne da Chase University por 2–1. No episódio de 24 de dezembro do NXT (gravado em 17 de dezembro), Dempsey perdeu a Copa Heritage para Lexis King por desqualificação, sendo esta a primeira vez que o título mudou de mãos por desqualificação. No entanto, de acordo com a gerente geral do NXT, Ava, havia uma área cinza nas Regras British Rounds em relação à desqualificação do campeão reinante. Ela anunciou que Charlie Dempsey e Lexis King se enfrentariam pela Copa Heritage em uma luta de morte súbita, com uma única queda, no NXT: New Year's Evil, em 7 de janeiro de 2025 — a primeira vez em que a Copa Heritage não seria disputada sob as Regras British Rounds. King venceu a luta, solidificando sua conquista da Copa Heritage. Subsequentemente, no episódio de 4 de fevereiro de 2025 do NXT, King anunciou que suas defesas da Copa Heritage daqui em diante seriam em lutas de uma queda, em vez de seguir as Regras British Rounds. Depois que Noam Dar derrotou King no episódio de 23 de abril do NXT para ganhar sua quarta Copa Heritage, um recorde, as Regras British Rounds foram restabelecidas.

### British Rounds Rules
- As lutas consistem em seis rounds de três minutos, com intervalos de 20 segundos entre cada round.
- As lutas são no formato 2-out-of-3 falls (melhor de três quedas).
- As quedas podem ser vencidas por pinfall, submissão ou contagem.
- Uma vez que uma queda ocorre, o round termina.
- A luta termina quando um lutador vence duas quedas.
- Em caso de desqualificação ou nocaute, a luta termina instantaneamente, sem a necessidade de duas quedas.
- Se todos os seis rounds forem completados, quem estiver à frente em quedas vence a luta. Em caso de empate, o campeão mantém o título.[2]

### Torneio inaugural
|  | Quartas de final NXT UK Transmitido em: 1-22 de outubro de 2020 | Quartas de final NXT UK Transmitido em: 1-22 de outubro de 2020 | Quartas de final NXT UK Transmitido em: 1-22 de outubro de 2020 |             |              | Semifinais NXT UK Transmitido em: 5-12 de novembro de 2020 | Semifinais NXT UK Transmitido em: 5-12 de novembro de 2020 | Semifinais NXT UK Transmitido em: 5-12 de novembro de 2020 |  |  | Final NXT UK Transmitido em: 26 de novembro de 2020 | Final NXT UK Transmitido em: 26 de novembro de 2020 | Final NXT UK Transmitido em: 26 de novembro de 2020 |  |
|  |                                                                 |                                                                 |                                                                 |             |              |                                                            |                                                            |                                                            |  |  |                                                     |                                                     |                                                     |  |
|  | 1                                                               | Alexander Wolfe                                                 | 1                                                               |             |              |                                                            |                                                            |                                                            |  |  |                                                     |                                                     |                                                     |  |
|  | 1                                                               | Alexander Wolfe                                                 | 1                                                               |             |              |                                                            |                                                            |                                                            |  |  |                                                     |                                                     |                                                     |  |
|  | 8                                                               | Noam Dar                                                        | 2                                                               |             |              |                                                            |                                                            |                                                            |  |  |                                                     |                                                     |                                                     |  |
|  | 8                                                               | Noam Dar                                                        | 2                                                               |             | Noam Dar     | Noam Dar                                                   | 1                                                          |                                                            |  |  |                                                     |                                                     |                                                     |  |
|  |                                                                 |                                                                 |                                                                 |             | Noam Dar     | Noam Dar                                                   | 1                                                          |                                                            |  |  |                                                     |                                                     |                                                     |  |
|  |                                                                 |                                                                 | A-Kid                                                           | A-Kid       | 2            |                                                            |                                                            |                                                            |  |  |                                                     |                                                     |                                                     |  |
|  | 4                                                               | A-Kid                                                           | A-Kid                                                           | A-Kid       | 2            | 2                                                          |                                                            |                                                            |  |  |                                                     |                                                     |                                                     |  |
|  | 4                                                               | A-Kid                                                           |                                                                 |             |              |                                                            |                                                            |                                                            |  |  |                                                     |                                                     |                                                     |  |
|  | 5                                                               | Flash Morgan Webster                                            | 1                                                               |             |              |                                                            |                                                            |                                                            |  |  |                                                     |                                                     |                                                     |  |
|  | 5                                                               | Flash Morgan Webster                                            | 1                                                               |             | A-Kid        | A-Kid                                                      | 2                                                          |                                                            |  |  |                                                     |                                                     |                                                     |  |
|  |                                                                 |                                                                 |                                                                 |             |              |                                                            |                                                            |                                                            |  |  |                                                     |                                                     |                                                     |  |
|  |                                                                 |                                                                 | Trent Seven                                                     | Trent Seven | 1            |                                                            |                                                            |                                                            |  |  |                                                     |                                                     |                                                     |  |
|  | 2                                                               | Dave Mastiff                                                    | Trent Seven                                                     | Trent Seven | 1            | KO                                                         |                                                            |                                                            |  |  |                                                     |                                                     |                                                     |  |
|  | 2                                                               | Dave Mastiff                                                    |                                                                 |             |              |                                                            |                                                            |                                                            |  |  |                                                     |                                                     |                                                     |  |
|  | 7                                                               | Joseph Conners                                                  | —                                                               |             |              |                                                            |                                                            |                                                            |  |  |                                                     |                                                     |                                                     |  |
|  | 7                                                               | Joseph Conners                                                  | —                                                               |             | Dave Mastiff | Dave Mastiff                                               | 1                                                          |                                                            |  |  |                                                     |                                                     |                                                     |  |
|  |                                                                 |                                                                 |                                                                 |             | Dave Mastiff | Dave Mastiff                                               | 1                                                          |                                                            |  |  |                                                     |                                                     |                                                     |  |
|  |                                                                 |                                                                 | Trent Seven                                                     | Trent Seven | 2            |                                                            |                                                            |                                                            |  |  |                                                     |                                                     |                                                     |  |
|  | 3                                                               | Trent Seven                                                     | Trent Seven                                                     | Trent Seven | 2            | 2                                                          |                                                            |                                                            |  |  |                                                     |                                                     |                                                     |  |
|  | 3                                                               | Trent Seven                                                     |                                                                 |             |              |                                                            |                                                            |                                                            |  |  |                                                     |                                                     |                                                     |  |
|  | 6                                                               | Kenny Williams                                                  | 1                                                               |             |              |                                                            |                                                            |                                                            |  |  |                                                     |                                                     |                                                     |  |

1. ↑  Pete Dunne foi o árbitro especial convidado

## Design do troféu da CopaHeritage
Diferentemente de outros campeonatos de luta livre profissional, a Copa Heritage é representada por um troféu em vez de um cinturão. O troféu é uma taça de prata, cuja frente possui uma placa em formato de escudo dourado com o logotipo vertical do NXT e, abaixo, o texto "Heritage Cup". Abaixo da taça está uma representação física do que anteriormente era o logotipo do NXT UK, que é modelado após o brasão real do Reino Unido, apresentando um leão e um cavalo (em vez do tradicional unicórnio) em ambos os lados do escudo em dourado, com um escudo vermelho no centro que tem um logotipo vertical do NXT em dourado. Um pequeno logotipo da WWE está afixado no centro do X em ambos os logotipos do NXT. Uma faixa dourada abaixo também diz "Heritage Cup". Tudo isso está sobre uma base de madeira, circundada por placas de nome em dourado que indicam os campeões atuais e anteriores.

## Reinados
Até 27 de junho de 2025, houve treze reinados entre nove campeões diferentes e uma ocasião em que o título ficou vago. A-Kid foi o campeão inaugural. Noam Dar tem o maior número de reinados, com quatro, sendo seu segundo reinado o mais longo com 341 dias; no entanto, devido ao atraso na exibição, a WWE reconhece oficialmente seu segundo reinado como durando 292 dias, mas ainda assim é o mais longo. Dar também tem o maior tempo combinado de reinado, com 790 dias (739 dias conforme reconhecido pela WWE devido ao atraso). Mark Coffey tem o reinado mais curto, com 14 dias (42 dias conforme reconhecido pela WWE devido ao atraso, mas ainda o mais curto). Coffey também é o campeão mais velho, com 32 anos, enquanto A-Kid é o mais jovem, com 23 anos.
Channing "Stacks" Lorenzo é o atual campeão em seu primeiro reinado. Ele derrotou Tony D'Angelo no episódio de 24 de junho de 2025 do NXT, em Orlando, Flórida; o campeão anterior Noam Dar abriu mão do título devido a uma lesão.
| #           | Ordem de reinados na história                    |
| Reinado     | O número de reinados de cada lutador             |
| Localização | A cidade em que o título foi conquistado         |
| Evento      | O evento em que o título foi conquistado.        |
| —           | Usados para o tempo em que o título estava vago. |

| Nº          | Lutador                   | Reinado | Data                                           | Dias com o título | Dias com o título contados pela WWE | Local               | Evento        | Notas | Ref.                 |
| ----------- | ------------------------- | ------- | ---------------------------------------------- | ----------------- | ----------------------------------- | ------------------- | ------------- | --- | -------------------- |
| WWE: NXT UK |                           |         |                                                |                   |                                     |                     |               | |                      |
| 1           | A-Kid                     | 1       | 26 de novembro de 2020 (data em que foi ao ar) | N/A               | 175                                 | Londres, Inglaterra | NXT UK        | Derrotou Trent Seven por 2–1 na final do torneio para se tornar o campeão inaugural. A WWE reconhece este reinado como começando em 26 de novembro de 2020 e terminando em 20 de maio de 2021, quando as lutas foram ao ar com atraso de transmissão. As datas reais em que os combates ocorreram são desconhecidas. | [ 27 ]               |
| 2           | Tyler Bate                | 1       | 20 de maio de 2021 (data em que foi ao ar)     | N/A               | 160                                 | Londres, Inglaterra | NXT UK        | Venceu por 1–0. A WWE reconhece este reinado como começando em 20 de maio de 2021 e terminando em 28 de outubro de 2021, quando as lutas foram ao ar com atraso de transmissão. A data real de quando ocorreu a mudança de título é desconhecida. | [ 28 ]               |
| 3           | Noam Dar                  | 1       | 6 de outubro de 2021                           | 260               | 258                                 | Londres, Inglaterra | NXT UK        | Venceu por 2–1. A WWE reconhece o reinado de Dar como começando em 28 de outubro de 2021 e terminando em 14 de julho de 2022, quando as lutas foram ao ar com atraso de transmissão. | [ 29 ]               |
| 4           | Mark Coffey               | 1       | 23 de junho de 2022                            | 14                | 42                                  | Londres, Inglaterra | NXT UK        | Venceu por 2–1. Sha Samuels foi banido do ringue. A WWE reconhece este reinado como começando em 14 de julho de 2022 e terminando em 25 de agosto de 2022, quando as lutas foram ao ar com atraso de transmissão. | [ 30 ]               |
| 5           | Noam Dar                  | 2       | 7 de julho de 2022                             | 341               | 292                                 | Londres, Inglaterra | NXT UK        | Venceu por 2–1. A WWE reconhece este reinado como começando em 25 de agosto de 2022, quando a luta foi ao ar com Atraso de transmissão. Após o Worlds Collide em setembro de 2022, a Copa passou por meses de inatividade até ser trazida de volta no episódio de 4 de abril de 2023 do NXT, transferindo assim a Copa para o NXT e posteriormente sendo renomeada para NXT Heritage Cup. | [ 10 ] [ 12 ]        |
| WWE: NXT    |                           |         |                                                |                   |                                     |                     |               | |                      |
| 6           | Nathan Frazer             | 1       | 13 de junho de 2023                            | 70                | 69                                  | Orlando, FL         | NXT           | Derrotou Oro Mensah por 2–1, que lutou em nome de Noam Dar devido a Dar sofrer uma lesão. | [ 31 ]               |
| 7           | Noam Dar                  | 3       | 22 de agosto de 2023                           | 189               | 189                                 | Orlando, FL         | NXT: Heatwave | Venceu por 2–1. | [ 32 ]               |
| 8           | Charlie Dempsey           | 1       | 27 de fevereiro de 2024                        | 77                | 77                                  | Orlando, FL         | NXT           | Venceu por 2–1. No NXT: Roadblock, No Quarter Catch Crew (Dempsey, Drew Gulak, Myles Borne e Damon Kemp) anunciaram a "Catch Clause" onde qualquer membro do grupo poderia defender a Copa, mas apenas Dempsey foi oficialmente reconhecido como campeão. A Catch Clause foi invocada no episódio de 19 de março do NXT, onde Gulak derrotou Riley Osborne da Chase University por 2–1. | [ 33 ] [ 14 ] [ 15 ] |
| 9           | Tony D'Angelo             | 1       | 14 de maio de 2024                             | 91                | 91                                  | Orlando, FL         | NXT           | Venceu por 2–1. | [ 34 ]               |
| 10          | Charlie Dempsey           | 2       | 13 de agosto de 2024                           | 126               | 133                                 | Orlando, FL         | NXT           | Venceu por 2–1. | [ 35 ]               |
| 11          | Lexis King                | 1       | 17 de dezembro de 2024                         | 126               | 118                                 | Lowell, MA          | NXT           | Venceu por 1–0 por desqualificação. A WWE reconhece este reinado como tendo começado em 24 de dezembro de 2024, quando a luta foi exibida com atraso. Devido à área cinza em relação à desqualificação do campeão defensor nas Regras Brittish Rounds, King e Charlie Dempsey se enfrentaram em uma luta de morte súbita de uma queda só no NXT: New Year's Evil, em 7 de janeiro de 2025, onde King saiu vitorioso para solidificar sua conquista da Copa Heritage. Após garantir sua vitória, King anunciou que todas as suas defesas futuras seriam lutas de uma queda, ao invés de seguir as Regras Brittish Rounds. | [ 36 ] [ 37 ] [ 19 ] |
| 12          | Noam Dar                  | 4       | 22 de abril de 2025                            | 60                | 59                                  | Paradise, NV        | NXT           | Esta luta não foi disputada sob as Regras Brittish Rounds, mas as regras foram restabelecidas após a vitória de Dar. | [ 38 ]               |
| —           | Vago                      | —       | 21 de junho de 2025                            | —                 | —                                   | —                   | —             | Noam Dar deixou o título vago devido a uma lesão. | [ 39 ]               |
| 13          | Channing "Stacks" Lorenzo | 1       | 24 de junho de 2025                            | 3+                | 3+                                  | Orlando, FL         | NXT           | Derrotou Tony D'Angelo por 2–1 para conquistar o título vago. | [ 26 ]               |

## Reinados combinados
Em 27 de junho de 2025.
| † | Indica o atual campeão |

| Pos. | Campeão                     | Nº de reinados | Dias combinados | Dias combinados contados pela WWE |
| ---- | --------------------------- | -------------- | --------------- | --------------------------------- |
| 1    | Noam Dar                    | 4              | 850             | 798                               |
| 2    | Charlie Dempsey             | 2              | 203             | 209                               |
| 3    | A-Kid                       | 1              | N/A             | 174                               |
| 4    | Tyler Bate                  | 1              | N/A             | 160                               |
| 5    | Lexis King                  | 1              | 126             | 118                               |
| 6    | Tony D'Angelo               | 1              | 91              | 90                                |
| 7    | Nathan Frazer               | 1              | 70              | 69                                |
| 8    | Mark Coffey                 | 1              | 14              | 42                                |
| 9    | Channing "Stacks" Lorenzo † | 1              | 3+              | 3+                                |